# Georg Oddner
Georg Mirskij Oddner (17 d'octubre de 1923- 7 d'octubre de 2007) va ser un destacat fotògraf suec. Oddner era músic de jazz i treballava en un estudi de la publicitat en la dècada de 1940 quan per primera vegada va entrar en contacte amb la fotografia a través de Joan Melin, director d'art a Svenska Telegrambyrån, Malmö, l'agència de publicitat més gran d'Escandinàvia. A partir d'aquí, va començar a treballar en una varietat de treballs de publicitat, inclosa la indústria, l'arquitectura, i de la confecció, així com per Scandinavian Airlines. Al mitjans 1950 Odder va viatjar a Califòrnia, Amèrica del Sud, la Unió Soviètica, i l'Extrem Orient. Durant aquests viatges es va poder seguir la fotografia per als seus propis fins. S'utilitza principalment un equip format per una Hasselblad i una Leica. Els seus fotògrafs favorits inclouen Henri Cartier-Bresson i Richard Avedon.